# Alexander Campbell
Alexander Campbell (ur. 9 marca 1822 w Hedon, zm. 24 maja 1892 w Toronto) – kanadyjski polityk drugiej połowy XIX wieku. Uczestnik konferencji w Quebecu. Jeden z ojców konfederacji.
Campbell nigdy nie był uznany za wielkiego polityka, lecz na pewno posiadł wybitne zdolności organizacyjne. Z tego też powodu został bliskim współpracownikiem i "prawa ręką" pierwszego premiera skonfederowanej Kanady Johna Macdonalda. Panowie znali się już od roku 1843, kiedy zostali partnerami w spółce adwokackiej. Za namową Macdonalda Campbell włączył się do polityki. W latach 1858-1867 i 1864-1867 był deputowanym do zgromadzenia legislacyjnego połączonych Kolonii (zob. Ustawa o Unii Kanadyjskiej). Pełnił także szereg funkcji administracyjnych w rządach kolonialnych. Po zawiązaniu Konfederacji Kanady nie kandydował już więcej w wyborach parlamentarnych, lecz poświęcił się całkowicie pracy administracyjnej. W rządach konserwatystów sprawował szereg czołowych funkcji administracyjnych. Między innymi: ministra poczty, ministra spraw wewnętrznych, ministra skarbu, ministra siły zbrojnej oraz sprawiedliwości. Od 1867 był także członkiem Senatu. W 1887 objął funkcję Gubernatora Porucznika Ontario.